# Mick Mulvaney
Mick Mulvaney (ur. 21 lipca 1967) – amerykański polityk, członek Partii Republikańskiej. Od roku 2011 jest przedstawicielem piątego okręgu wyborczego w stanie Karolina Południowa do Izby Reprezentantów Stanów Zjednoczonych.